# Харима-Нада
Харима-Нада (яп. 播磨灘) — плёс в восточной части Внутреннего Японского моря.

## География
Границы плёса определяются береговыми линиями островов Авадзи на востоке, Хонсю на севере, Сёдо на западе и Сикоку на юге. Назван по имени провинции Харима. Площадь плёса составляет 3426 км².
Харима-Нада соединяется с остальным Внутренним Японским морем на западе проливом Бисан, а на востоке проливами Акаси и Наруто. Он не имеет островов, за исключением небольшой группы островов Иэсима на севере.
Харима-Нада — мелководный плёс. Наибольшая глубина — 42 м. От Иэсимы до Авадзи проходят два подводных хребта Сика и Муроцу.
В северной части Харима-Нада находится Харимский промышленный район. Из-за промышленных выбросов прибрежные воды моря сильно загрязнены. Летом наблюдается явление цветения воды, причиняющее ущерб рыболовству.
В плёс впадают реки первого класса Ибо и Како.